# Grand Prix Wielkiej Brytanii 1996
Wyniki Grand Prix Wielkiej Brytanii na Silverstone 14 lipca 1996.

## Wyniki

### Kwalifikacje
| P                       | Nr | Kierowca              | Konstruktor(-silnik) | Opony | Czas     | Odstęp   | Strata   |
| ----------------------- | -- | --------------------- | -------------------- | ----- | -------- | -------- | -------- |
| 1                       | 5  | Damon Hill            | Williams-Renault     | G     | 1:26.875 | -        | -        |
| 2                       | 6  | Jacques Villeneuve    | Williams-Renault     | G     | 1:27.070 | 0:00.195 | 0:00.195 |
| 3                       | 1  | Michael Schumacher    | Ferrari              | G     | 1:27.707 | 0:00.637 | 0:00.832 |
| 4                       | 7  | Mika Häkkinen         | McLaren-Mercedes     | G     | 1:27.856 | 0:00.149 | 0:00.981 |
| 5                       | 3  | Jean Alesi            | Benetton-Renault     | G     | 1:28.307 | 0:00.451 | 0:01.432 |
| 6                       | 11 | Rubens Barrichello    | Jordan-Peugeot       | G     | 1:28.409 | 0:00.102 | 0:01.534 |
| 7                       | 4  | Gerhard Berger        | Benetton-Renault     | G     | 1:28.653 | 0:00.244 | 0:01.778 |
| 8                       | 12 | Martin Brundle        | Jordan-Peugeot       | G     | 1:28.946 | 0:00.293 | 0:02.071 |
| 9                       | 8  | David Coulthard       | McLaren-Mercedes     | G     | 1:28.966 | 0:00.020 | 0:02.091 |
| 10                      | 2  | Eddie Irvine          | Ferrari              | G     | 1:29.186 | 0:00.220 | 0:02.311 |
| 11                      | 15 | Heinz-Harald Frentzen | Sauber-Ford          | G     | 1:29.591 | 0:00.405 | 0:02.716 |
| 12                      | 18 | Ukyō Katayama         | Tyrrell-Yamaha       | G     | 1:29.913 | 0:00.322 | 0:03.038 |
| 13                      | 14 | Johnny Herbert        | Sauber-Ford          | G     | 1:29.947 | 0:00.034 | 0:03.072 |
| 14                      | 19 | Mika Salo             | Tyrrell-Yamaha       | G     | 1:29.949 | 0:00.002 | 0:03.074 |
| 15                      | 17 | Jos Verstappen        | Footwork-Hart        | G     | 1:30.102 | 0:00.153 | 0:03.227 |
| 16                      | 9  | Olivier Panis         | Ligier-Mugen-Honda   | G     | 1:30.167 | 0:00.065 | 0:03.292 |
| 17                      | 10 | Pedro Diniz           | Ligier-Mugen-Honda   | G     | 1:31.076 | 0:00.909 | 0:04.201 |
| 18                      | 21 | Giancarlo Fisichella  | Minardi-Ford         | G     | 1:31.365 | 0:00.289 | 0:04.490 |
| 19                      | 20 | Pedro Lamy            | Minardi-Ford         | G     | 1:31.454 | 0:00.089 | 0:04.579 |
| 20                      | 16 | Ricardo Rosset        | Footwork-Hart        | G     | -        | -        | -        |
| Nie zakwalifikowali się |    |                       |                      |       |          |          |          |
|                         | 23 | Andrea Montermini     | Forti-Ford           | G     | 1:35.206 | 0:03.752 | 0:08.331 |
|                         | 22 | Luca Badoer           | Forti-Ford           | G     | 1:35.304 | 0:00.098 | 0:08.429 |
| P                       | Nr | Kierowca              | Konstruktor(-silnik) | Opony | Czas     | Odstęp   | Strata   |

### Wyścig
| P                 | + / – | Nr | Kierowca              | Konstruktor        | Opony | Okr. | Czas / Strata | Komentarz          |
| ----------------- | ----- | -- | --------------------- | ------------------ | ----- | ---- | ------------- | ------------------ |
| 1                 | 1     | 6  | Jacques Villeneuve    | Williams-Renault   | G     | 61   | 1h33:00.874   |                    |
| 2                 | 5     | 4  | Gerhard Berger        | Benetton-Renault   | G     | 61   | +0:19.026     |                    |
| 3                 | 1     | 7  | Mika Häkkinen         | McLaren-Mercedes   | G     | 61   | +0:50.830     |                    |
| 4                 | 2     | 11 | Rubens Barrichello    | Jordan-Peugeot     | G     | 61   | +1:06.716     |                    |
| 5                 | 4     | 8  | David Coulthard       | McLaren-Mercedes   | G     | 61   | +1:22.507     |                    |
| 6                 | 2     | 12 | Martin Brundle        | Jordan-Peugeot     | G     | 60   | +1 okr.       |                    |
| 7                 | 7     | 19 | Mika Salo             | Tyrrell-Yamaha     | G     | 60   | +1 okr.       |                    |
| 8                 | 3     | 15 | Heinz-Harald Frentzen | Sauber-Ford        | G     | 60   | +1 okr.       |                    |
| 9                 | 4     | 14 | Johnny Herbert        | Sauber-Ford        | G     | 60   | +1 okr.       |                    |
| 10                | 5     | 17 | Jos Verstappen        | Footwork-Hart      | G     | 60   | +1 okr.       |                    |
| 11                | 7     | 21 | Giancarlo Fisichella  | Minardi-Ford       | G     | 59   | +2 okr.       |                    |
| Niesklasyfikowani |       |    |                       |                    |       |      |               |                    |
|                   |       | 3  | Jean Alesi            | Benetton-Renault   | G     | 44   |               | hamulce            |
|                   |       | 9  | Olivier Panis         | Ligier-Mugen-Honda | G     | 40   |               | prowadzenie bolidu |
|                   |       | 10 | Pedro Diniz           | Ligier-Mugen-Honda | G     | 38   |               | silnik             |
|                   |       | 5  | Damon Hill            | Williams-Renault   | G     | 26   |               | mocowanie koła     |
|                   |       | 20 | Pedro Lamy            | Minardi-Ford       | G     | 21   |               | skrzynia biegów    |
|                   |       | 16 | Ricardo Rosset        | Footwork-Hart      | G     | 13   |               | elektryka          |
|                   |       | 18 | Ukyō Katayama         | Tyrrell-Yamaha     | G     | 12   |               | silnik             |
|                   |       | 2  | Eddie Irvine          | Ferrari            | G     | 5    |               | dyferencjał        |
|                   |       | 1  | Michael Schumacher    | Ferrari            | G     | 3    |               | hydraulika         |
| P                 | + / – | Nr | Kierowca              | Konstruktor        | Opony | Okr. | Czas / Strata | Komentarz          |

### Najszybsze okrążenie
| Nr | Kierowca           | Konstruktor      | Opony | Czas     | Okr. |
| -- | ------------------ | ---------------- | ----- | -------- | ---- |
| 6  | Jacques Villeneuve | Williams-Renault | G     | 1:29.288 | 21   |